# Franjevačka crkva sv. Ante Padovanskog u Sarajevu
Crkva Sv. Ante Padovanskog je franjevačka crkva u sarajevskom naselju Bistriku. 

## Stara crkva na Bistriku
Na mjestu sadašnje crkve sv. Ante nalazila se crkva podignuta krajem 1881. i u prvoj polovici 1882. godine. Ne samo po svojim dimenzijama (duga 18, a široka 9 metara), nego i po načinu gradnje bila je to doista skromna građevina. Naime, samo su njezini temelji bili ozidani od kamena, dok je cijela zgrada zapravo izgrađena od drvene mreže popunjene nepečenom ciglom. S istočne strane imala je skromnu sakristiju u obliku polukruga, a nad glavnim ulaznim vratima mali drveni tornjić s dva zvona.
Ipak, i tako skromna crkva bila je u to doba jedina katolička crkva u Sarajevu, a služila je i kao župna crkva. K tomu, uspostavom redovite crkvene hijerarhije (1881.) postala je stolnom crkvom vrhbosanskog nadbiskupa. Toj svrsi služila je sedam godina, do 1889. godine kada je dovršena izgradnja današnje sarajevske katedrale.
Samo desetak godina nakon izgradnje crkve bilo je očito da čvrstoća njezine arhitekture neće dugo izdržati neravnopravnu borbu s vremenskim nepogodama. Ni povremeno popravljanje i učvršćivanje nekvalitetnog materijala nisu spriječili da neko vrijeme 1905. godine bude zatvorena za uporabu i da se zaustavi njezino postupno i konačno propadanje. Stoga su franjevci ubrzo odlučili izgraditi novu crkvu.

## Sadašnja crkva
Punih osam godina Odbor pobožnog društva za gradnju nove crkve sv. Ante, osnovan 1903. godine, požrtvovno je i neumorno pripravljao sve potrebno za njezinu gradnju, učlanjivao nove ljude i prikupljao novac.
Sredinom ožujka 1912. otpočelo je rušenje trošne stare crkve, a polaganje i svečani obred blagoslova temeljnog kamena za novu crkvu dogodili su se 13. lipnja 1912. Obred je predvodio biskup dr. Ivan Šarić. Već do kraja rujna iste godine crkva je bila sagrađena, osim tornja, čija je gradnja zbog nekih objektivnih razloga potrajala nešto dulje, te je blagoslov novosagrađenog katoličkog molitvenog hrama uslijedio istom 20. rujna 1914. godine.
Novu crkvu je u neogotskom stilu projektirao Josip Vancaš. Duga je 31,2 m i široka 18,5 m. Visina srednje lađe je prosječno 14,5 m. Ima blizu 50 m visok toranj, u kojem je pet zvona (najteže je teško 4.015 kg). Na koru su orgulje iz 1925. godine. Unutrašnjost crkve bila je opremljena s četiri neogotička oltara i propovjedaonicom te kipovima sve izrađeno u čuvenoj tvrtci Ferdinand Stuflesser iz mjesta St.Ulricha, Južni Tirol, Austrija.
Današnji izgled crkva je počela dobivati šezdesetih godina prošlog stoljeća kada je započela njezina umjetnička obnova, koja je potrajala puna dva desetljeća. Unutarnji prostor crkve, naime, oplemenjen je vrijednim umjetničkim djelima istaknutih hrvatskih umjetnika. Prozori su izrađeni prema nacrtima Ive Dulčića. Oni tvore umjetničku okosnicu crkve, a predstavljaju dvije zaokružene teme: Stvaranje i Povijest Kristova života.
Crkva sv. Ante umjetnički je jedna od najbogatijih franjevačkih crkvi u Bosni i Hercegovini. Osim Dulčića, u njoj se nalaze također djela Đure Sedera, Kršinića, Michielia, Kesera, Vulasa i Lovrenčića.
Uređenjem crkve u posljednjoj fazi obnove upravljao je kipar Zdenko Grgić. Njegovo najznačajnije djelo u njoj je Križni put (reljef u drvetu), čije su četiri cjeline smještene u sporednim nišama crkve. Grgićeva su i djela: Sveti Anto (mramor), dva mozaika Poslanje sv. Ante i Pjesma brata Sunca, kao i djelo Propovijed na gori (bronca).
Od više crkava u glavnom gradu Bosne i Hercegovine, jedino se za ovu crkvu može reći da je crkva svih Sarajlija. Nju, naime, smatraju svojom ne samo katolici nego i pravoslavci i muslimani - svi se rado nađu u njoj, posebice utorkom i petkom, i pomole se na svoj način.
Zvona su od Grassmayra tonalitet d'-f'-g'-a'-h'-cis"

## Vanjske poveznice
- Franjevačka provincija Bosna Srebrena  Arhivirana inačica izvorne stranice od 25. kolovoza 2016. (Wayback Machine) Sarajevo / Bistrik – samostan sv. Ante